# Scapania ligulata
Scapania ligulata là một loài rêu tản trong họ Scapaniaceae. Loài này được Stephani miêu tả khoa học lần đầu tiên năm 1904.